# Villa Le Trident
La villa Le Trident est un édifice moderniste construit pour lui-même, en 1925, par l'architecte Barry Dierks (1899-1960) à la pointe de l'Esquillon, sur la commune de Théoule-sur-Mer, Alpes-Maritimes.
Cette villa des années 1920, bâtie sur une presqu'île privée, éveille, dès sa réalisation, l'intérêt d'une société mondaine et cultivée à la recherche de nouveaux talents. En quelques années, Barry Dierks devient la coqueluche de la Riviera où il accumule les réalisations.
Le livre d'or de la villa révèle des invités qui ont pour nom, entre autres, Picasso, Somerset Maugham, Noël Coward ou encore le duc et la duchesse de Windsor, 

## Historique
En 1925, le jeune architecte Barry Dierks, 26 ans, et son compagnon Eric Sawyer, banquier et officier de l'armée britannique, décident de s'installer dans le midi de la France. Leur choix se porte sur la Côte d'Azur, une décision justifiée par la profession de Dierks et la demande croissance de construction, dans cette région, par de riches américains.
Ils découvrent à Théoule-sur-Mer un terrain de 6 000 m2 isolé sur une petite presqu'île de la pointe de l'Esquillon, avec une crique et une plage privée inaccessible à tous. Ce promontoire sur la mer bénéficie d'une vue allant de la baie de Cannes au cap Roux et, au sud, à la Corse.
Barry Dierks, qui a une solide formation d'architecte et appartient à une génération de jeunes créateurs sensibles au Mouvement moderne, construit la villa dans ce décor que Noël Coward qualifiera plus tard d'« impossiblement beau ». L'endroit devient à la fois son lieu d'habitation, son atelier et sa vitrine.
Bien introduits dans la haute société française et américaine, Barry Dierks et son compagnon associé, qui vivent ouvertement en couple, deviennent après cette réalisation « les chéris de la Côte » (the darlings of the coast) et engrangent les contrats. On dénombre aujourd'hui cent deux chantiers dirigés par Dierks pour des clients allant de Paul-Louis Weiller au marquis de Cholmondeley, et du prince de Monaco à Maxine Elliott ou au général Catroux.
La plupart de ces clients deviennent des amis et fréquentent Le Trident.
Barry Dierks, à la suite de « la maladie », est amputé d'une jambe en 1956 et décède en 1960. Son compagnon Eric Sawyer lui survit jusqu'en 1985 et lègue la villa à son neveu. Les enfants de ce dernier mettent la propriété en vente en 2008 au prix annoncé de 22 millions d'euros.

## Description
La maison est construite en contrebas. On y accède en descendant une trentaine de marches. L'entrée se fait au niveau de l'étage des chambres, les salons et terrasses se trouvant à l'étage inférieur. Selon François Fray, conservateur du patrimoine, la plupart des maisons dessinées par Barry Dierks suivent ce schéma de distribution.
Les façades sont à enduit blanc, le toit en terrasse. Outre le salon, la salle à manger loggia et les pièces de service, elle compte sept chambres et cinq salles de bains pour une surface de 385 m2. De nombreuses pièces de mobiliers ont été dessinées par l'architecte lui-même, dont des bibliothèques et une grande table recouverte de galuchat.

## Protection
La villa Le Trident est située 8 impasse Renoir, à Théoule-sur-Mer. Elle ne bénéficie d'aucune protection au titre des monuments historiques, pas plus d'un quelconque recensement à l'Inventaire général du patrimoine culturel.